# Eudophasia
Eudophasia é um gênero de mariposa pertencente à família Acrolepiidae.